# Nicola Amati
Nicola Amati (Cremona, 1596. szeptember 3. – Cremona, 1684. augusztus 12.) olasz hangszerkészítő, Antonio Stradivari mestere.

## Életrajz
Nicola (Nicolò, Nicoleo) Girolamo ötödik gyermeke és Andrea unokája, a legismertebb cremonai hegedűkészítők közé, az Amati családba született. Hangszerei rendkívüli finomsággal készültek, a tető és a hát íveltebb, mint a korábban szokásosak, a felhasznált faanyagot igényesen választotta ki, és szabályos minta alapján vágta ki őket. Lágy, könnyed hangszínű hangszerein a fedél nyílásait gondosan méretezte, a csigát finoman faragta, a lakkozás áttetsző, mégis mély és gazdag tónusú.
Általában azonos sablon szerint készítette nem túl nagy hegedűit, de vannak köztük nagyobb méretű példányok, az úgynevezett „Nagy Amatik” is, amelyek manapság nagy értéket képviselnek. A forma mind a tető, mind a hát tekintetében domborúbb, a vonós hangszerek akkoriban laposodó tendenciája ellenére. A korpusz lágy puhafából készült, az oldallap juharból. Keze alól kikerült jó néhány kiváló brácsa és gordonka is.
Tanítványai között olyan nagy hegedűkészítők vannak, mint Antonio Stradivari, Andrea Guarneri, Giuseppe Guarneri del Gesù nagyapja, aki a hegedűvonót tökéletesítette, valamint Alessandro Gagliano, a híres nápolyi hegedűkészítő család alapítója.
Felesége, Lucrezia Pagliari, két gyermekkel ajándékozta meg.

## Galéria

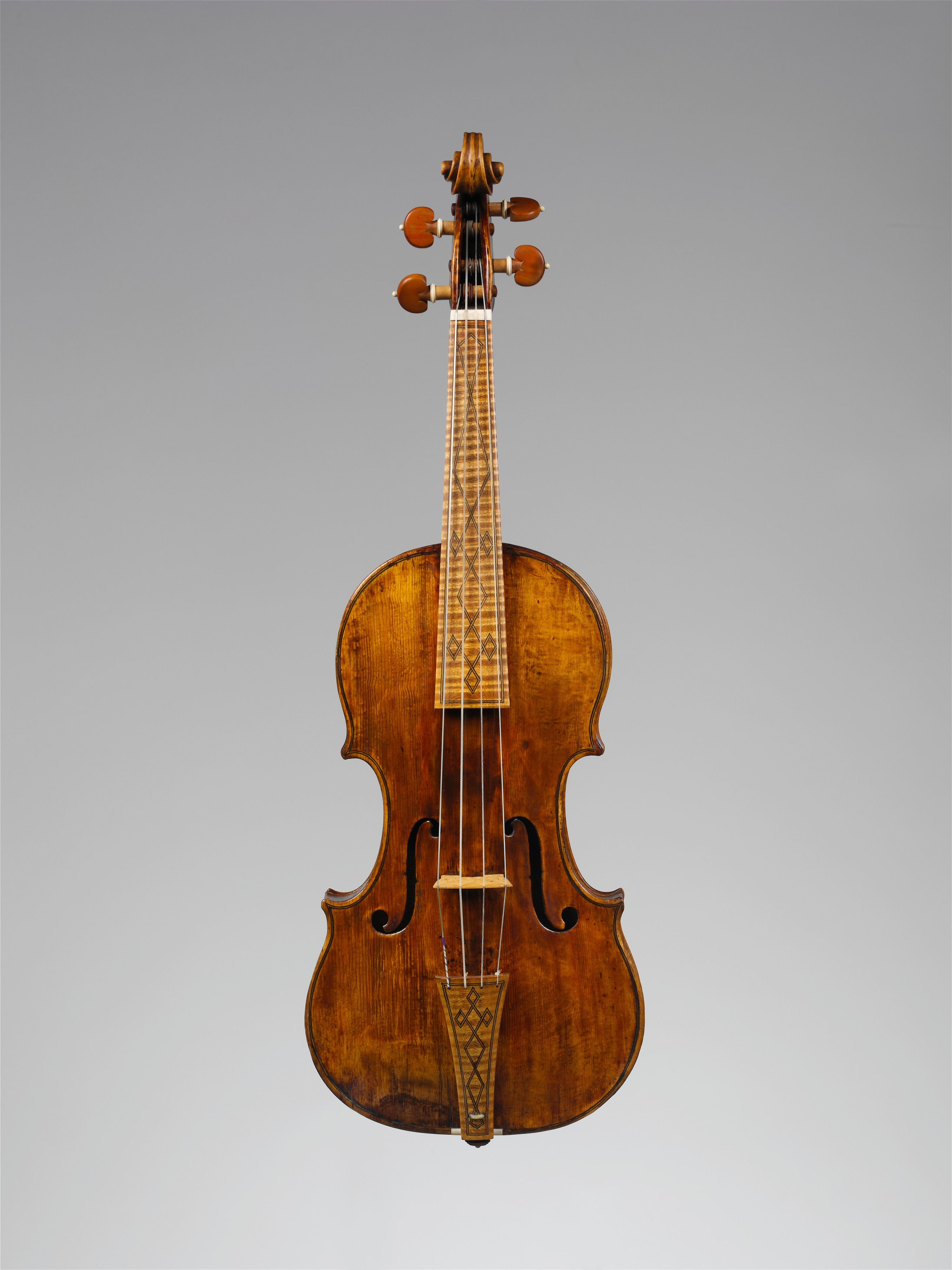
Egy 1669-es Amati-hegedű
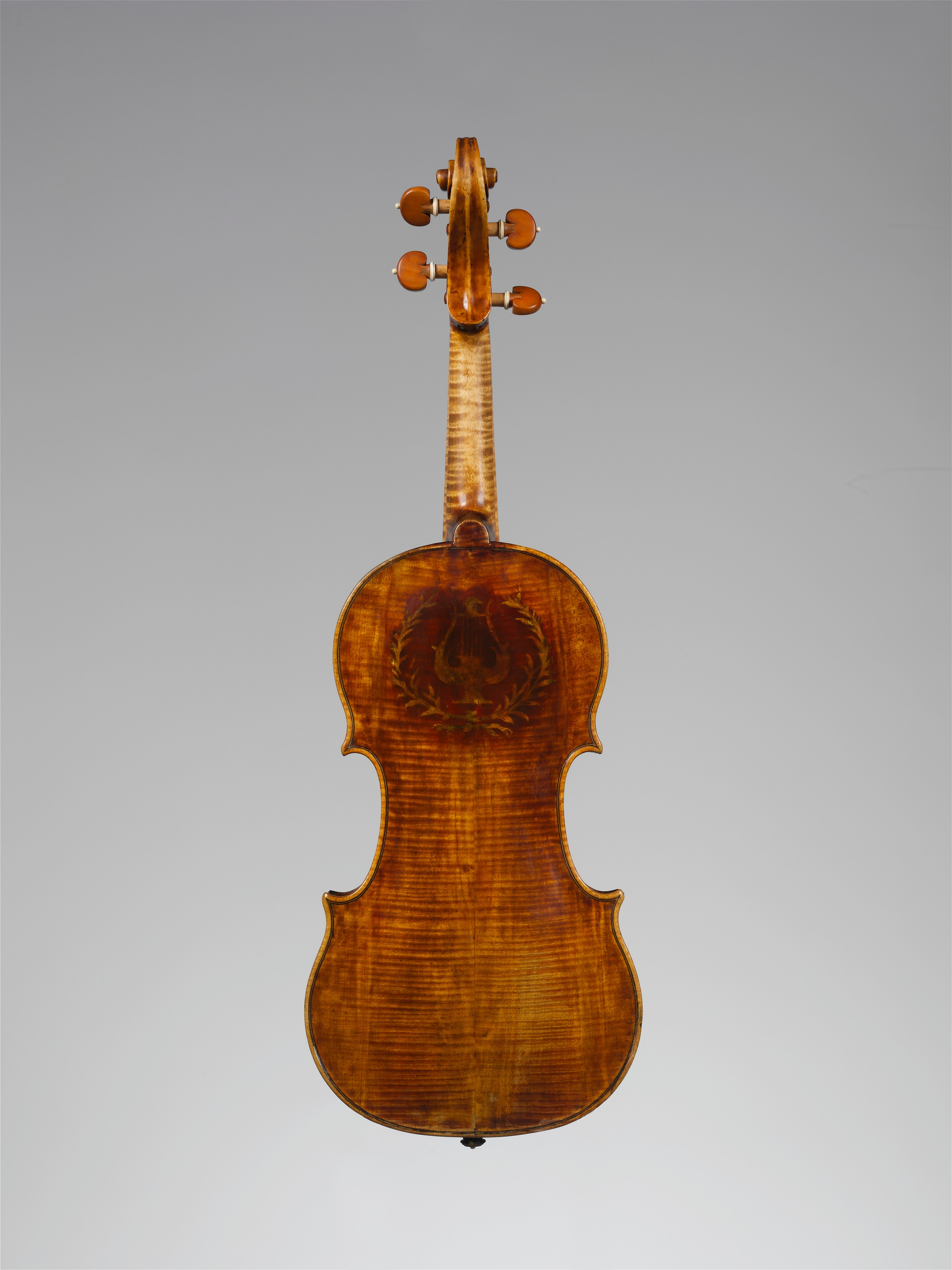
Ugyanazon hangszer hátlapja
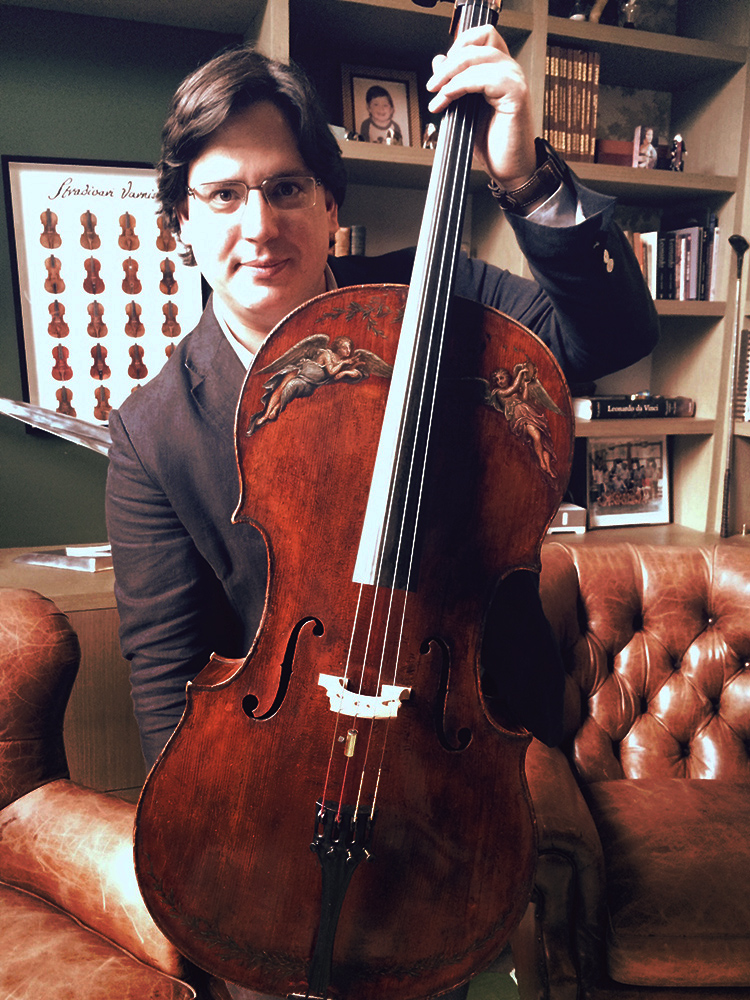
1620-ban Amati által készített viola da gamba, amit Stradivari csellóvá alakított
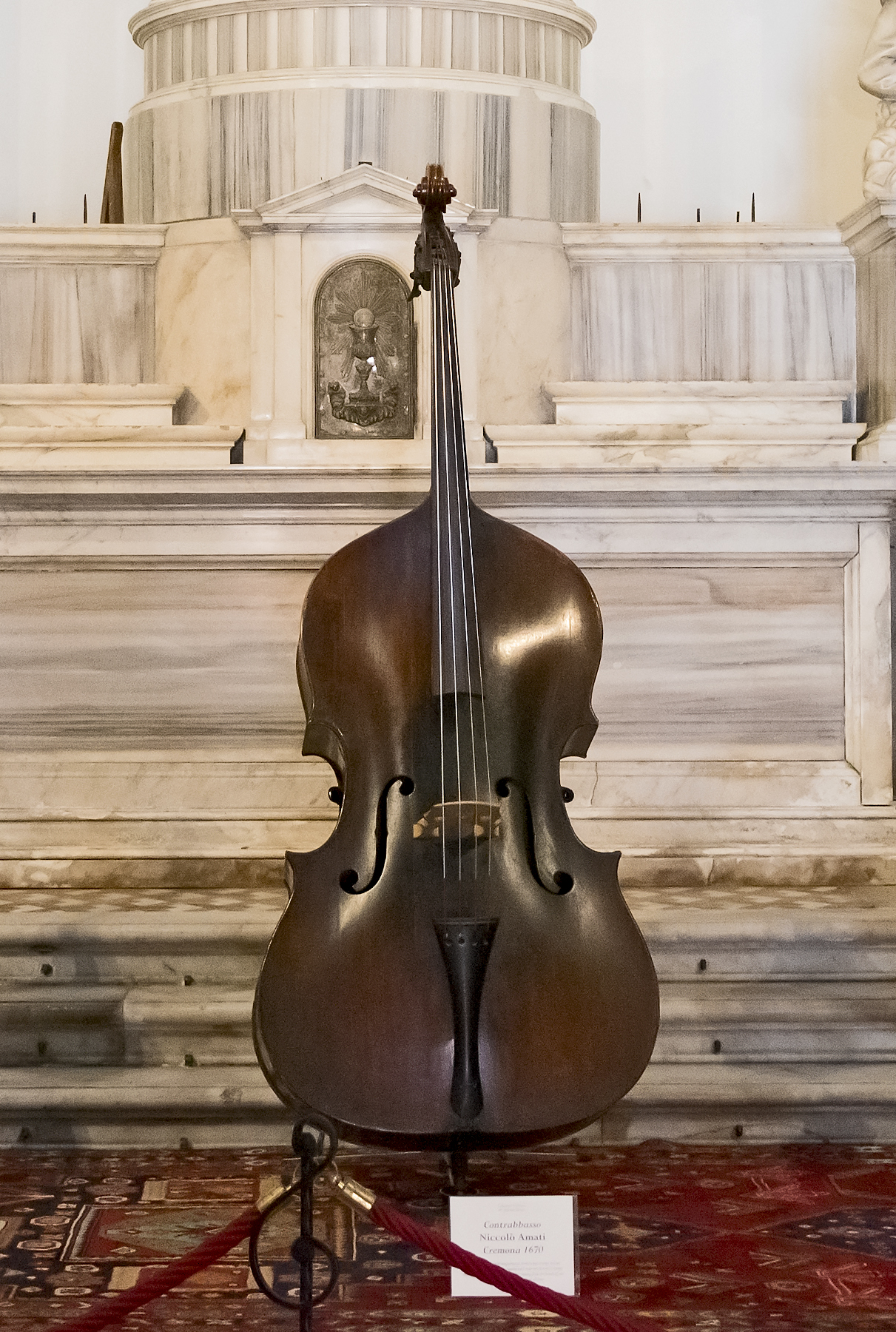
Nicola Amati-nagybőgő

## Fordítás
Ez a szócikk részben vagy egészben  a   Nicola Amati című olasz Wikipédia-szócikk ezen változatának fordításán alapul.  Az eredeti cikk szerkesztőit annak laptörténete sorolja fel. Ez a jelzés csupán a megfogalmazás eredetét és a szerzői jogokat jelzi, nem szolgál a cikkben szereplő információk forrásmegjelöléseként.

## Külső kapcsolatok
- http://www.archiviodellaliuteriacremonese.it/